# Rinkeby-Kista
Rinkeby-Kista ist ein Stadtbezirk von Stockholm im Norden der Stadt mit etwa 46.000 Einwohnern. Er entstand am 1. Januar 2007 durch Zusammenlegung der früheren Stadtbezirke Rinkeby und Kista.

## Gliederung
Der Stadtbezirk gliedert sich in die Ortsteile Rinkeby, Kista, Akalla, Husby und Hansta.

## Husby
Der Stadtteil Husby ist dadurch gekennzeichnet, dass dieser heute einen hohen Anteil von Migranten hat (circa 83 %). In die internationalen Schlagzeilen kam dieser Stadtteil, als im Mai 2013 dort Unruhen ausbrachen.

## Rinkeby
Rinkeby wurde 1347 erstmals urkundlich als Dorf mit mehreren Gehöften erwähnt. Die modernen Wohnsiedlungen entstanden ab 1968 im Zusammenhang mit dem schwedischen Millionenprogramm. Etwa 90 % der Bevölkerung Rinkebys haben eine ausländische Herkunft. Von diesen besitzt etwa die Hälfte keine schwedische Staatsbürgerschaft. 2010, 2013, 2014, 2016 und 2017 gab es hier Unruhen, Angriffe auf die Polizei oder andere Zwischenfälle, zum Teil verbunden mit Brandstiftungen und Plünderungen.

## Kista

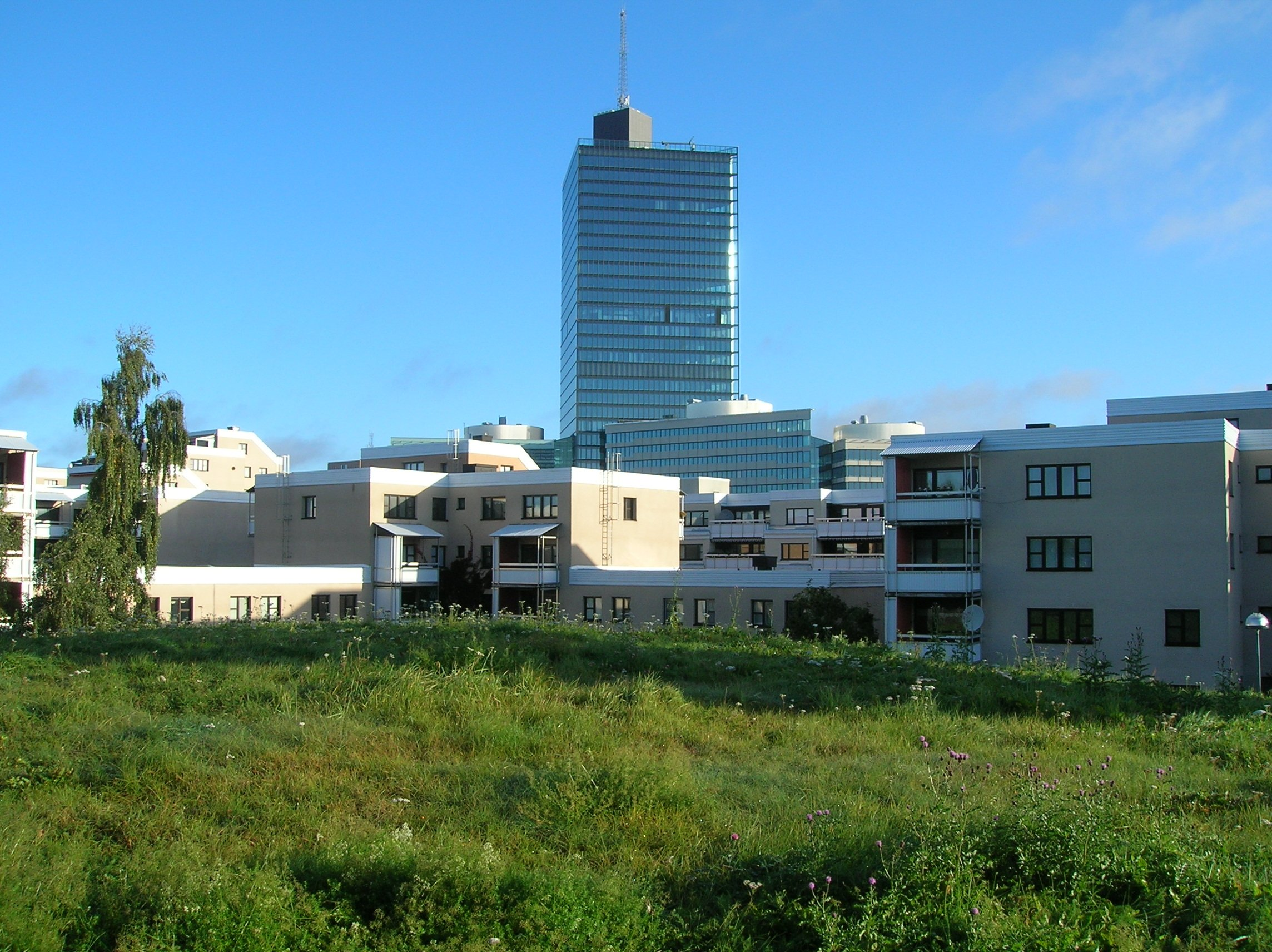
Kista Science Tower, 2005

Kista [ˈɕɪːsta] gilt als das größte IT-Zentrum Schwedens, vielleicht sogar Europas. Die Spitznamen Wireless Valley und Science City hat sich Kista durch die Ansiedlung wichtiger IT- und Mobilfunkunternehmen gemacht.
Auch die Königliche Technische Hochschule und die Universität Stockholm sind in Kista durch die IT-Universität gemeinsam vertreten, um wirtschaftsnahe Ausbildung zu bieten.